# Intercalazione (chimica)

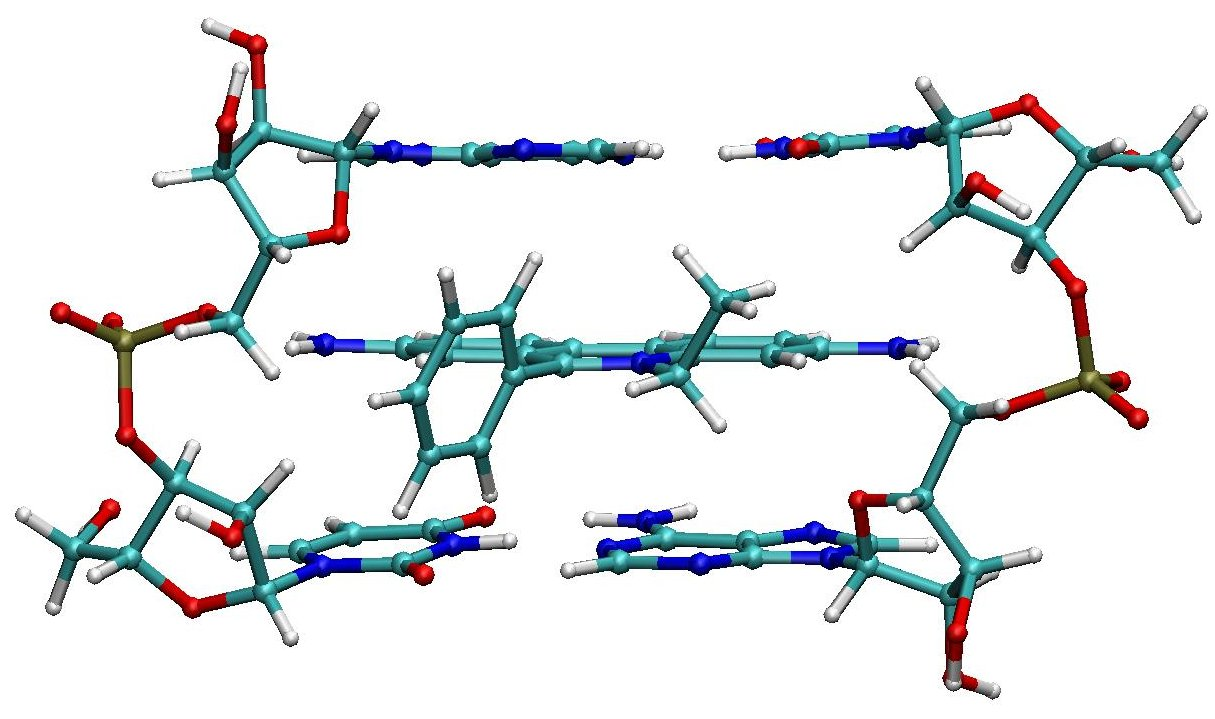
Molecola di bromuro d'etidio intercalata tra due coppie di basi del DNA

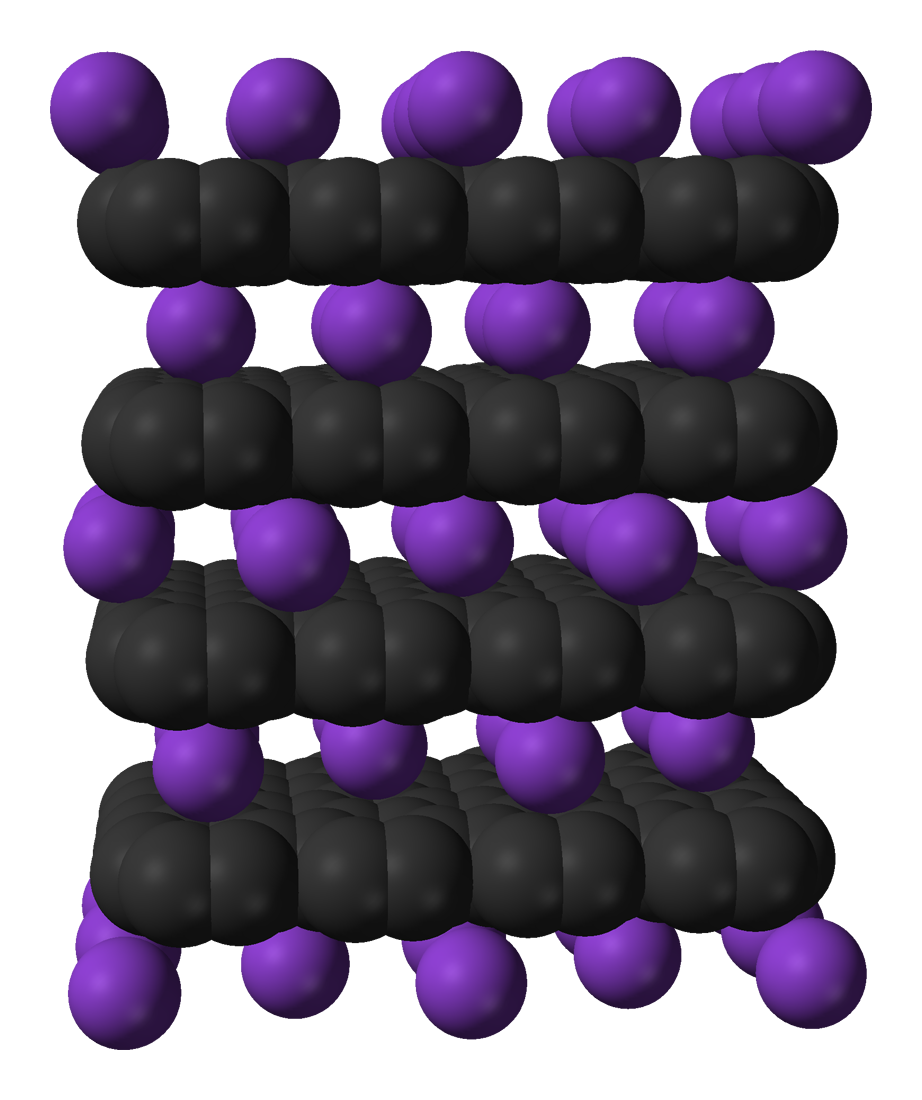
Composto di intercalazione tra grafite e potassio di formula bruta KC_{8}

Si definisce intercalazione l'inclusione reversibile di una molecola o gruppo, tra altre due molecole o gruppi. Esempi tipici sono l'intercalazione di piccole molecole tra le basi del DNA e l'intercalazione tra gli strati della grafite.
Il termine venne introdotto agli inizi degli anni '60, da Leonard Lerman che condusse un certo numero di studi riguardanti le interazioni di acridine, che sono molecole aromatiche planari cationiche, con il DNA ed arrivò alla conclusione che queste possono legarsi al DNA mediante un processo che egli definì per l'appunto intercalazione.. Questa scoperta è stata di grande aiuto nella comprensione di come piccole molecole e mutageni possano interagire con il DNA.